# Glycosyl

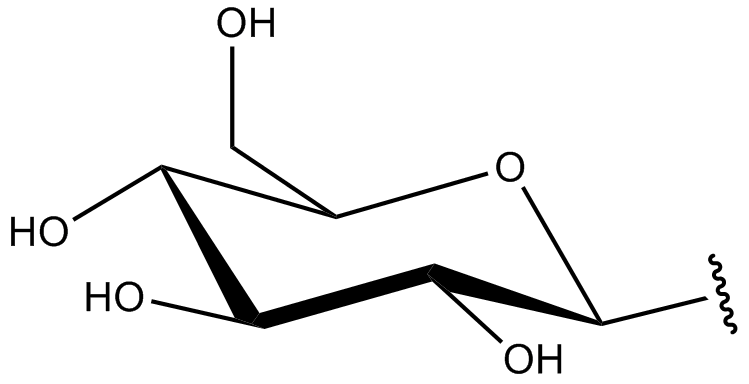
De β-D-glucopyranosylgroep, die verkregen is door het verwijderen van de hemiacetale hydroxylgroep van β-D-glucopyranose

Een glycosylgroep is een eenwaardig vrij radicaal of een substituentstructuur verkregen door de hemiacetale hydroxylgroep te verwijderen van de cyclische vorm van een monosacharide en door verlenging van een oligosacharide.
Glycosyl reageert ook met anorganische zuren, zoals een fosforzuur, waarbij een ester zoals glucose-1-fosfaat wordt gevormd.

## Voorbeelden
In cellulose zijn de glycosylgroepen met 1,4-beta-D-glucosyleenheden gekoppeld en vormen zo ketens van (1,4-beta-D-glucosyl)n.
Een ander voorbeeld is ribityl in 6,7-dimethyl-8-ribityllumazine.

## Substituutgroepen anders dan glycosylgroepen

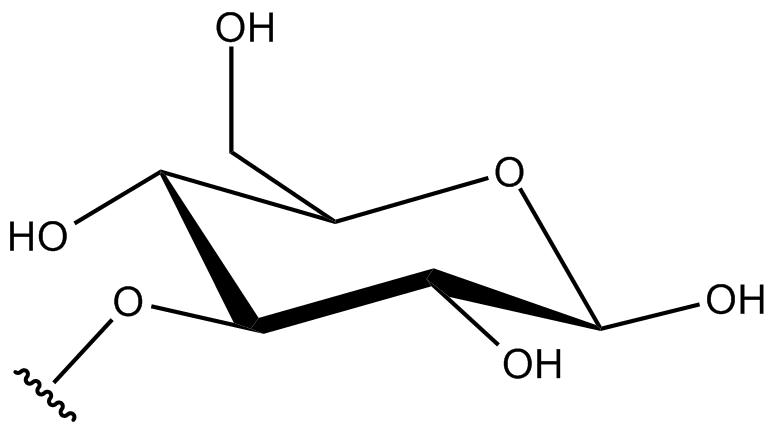
De β-D-glucopyranos-3-O-yl groep, die verkregen is door het verwijderen van een waterstof van het C3 hydroxyl van β-D-glucopyranose

In plaats van de hemiacetale hydroxylgroep kan een waterstofatoom verwijderd worden, waarbij een substituent gevormd wordt, zoals bijvoorbeeld de waterstof van het hydroxyl aan C3 van een glucosemolecule. De substituent wordt dan D-glucopyranos-3-O-yl genoemd, zoals in het geneesmiddel Mifamurtide tegen een bepaalde soort botkanker.